# Тамбовский район (Тамбовская область)
Тамбо́вский райо́н — административно-территориальная единица (район) и муниципальное образование (муниципальный район) в центре Тамбовской области России.
Административный центр — город Тамбов (в состав района не входит). С 2023 года в рамках административной реформы, проведенной в Тамбовской области преобразован в Тамбовский муниципальный округ.

## География
Площадь 2626 км² (2-е место среди районов). Граничит на севере с Сосновским и Бондарским, на востоке — с Рассказовским, на юге — со Знаменским, на западе — с Петровским и Никифоровским районами Тамбовской области. В центральной части — город Тамбов и его городской округ.

## История
Тамбовский район образован 16 июня 1928 года. С 1934 года входил в Воронежскую область, с сентября 1937 — снова в Тамбовскую область. 7 марта 1941 года часть территории Тамбовского района была передана в новый Знаменский район. 30 октября 1959 года к Тамбовскому району были присоединены части территорий упразднённых Лысогорского, Платоновского и Покрово-Марфинского районов.
Территория Тамбовского района неоднократно изменялась и в современных границах сложилась в 1965 году.
1 января 2023 года преобразован в Тамбовский муниципальный округ 

## Население
| 2002     | 2009     | 2010     | 2012     | 2013     | 2014     | 2015     | 2016     | 2017     |
| -------- | -------- | -------- | -------- | -------- | -------- | -------- | -------- | -------- |
| 102 018  | ↗104 353 | ↘102 786 | ↗104 020 | ↗104 527 | ↗105 583 | ↘105 225 | ↘103 435 | ↘103 023 |
| 2018     | 2019     | 2020     | 2021     |          |          |          |          |          |
| ↗103 147 | ↘102 211 | ↘101 477 | ↗109 716 |          |          |          |          |          |

### Урбанизация
Городское население (рабочий посёлок Новая Ляда) составляет 5,06 % от всего населения района.

### Национальный состав
По итогам переписи населения 2020 года проживали следующие национальности (национальности менее 0,1 % и другое, см. в сноске к строке «Другие»):
| Национальность | Численность, чел. | Доля     |
| -------------- | ----------------- | -------- |
| Русские        | 95 071            | 87,08 %  |
| Цыгане         | 1531              | 1,40 %   |
| Езиды          | 1026              | 0,94 %   |
| Армяне         | 730               | 0,67 %   |
| Украинцы       | 195               | 0,18 %   |
| Таджики        | 191               | 0,17 %   |
| Азербайджанцы  | 133               | 0,12 %   |
| Узбеки         | 132               | 0,12 %   |
| Курды          | 111               | 0,10 %   |
| Другие         | 10 056            | 9,22 %   |
| Итого          | 109 176           | 100,00 % |

## Административное деление
Тамбовский район как административно-территориальное образование включает 1 поссовет и 22 сельсовета.
В Тамбовский район как муниципальное образование со статусом муниципального района входят 23 муниципальных образования, в том числе 1 городское и 22 сельских поселения:
| №         | Муниципальное образование       | Административный центр         | Количество населённых пунктов | Население (чел.) | Площадь (км²) |
| --------- | ------------------------------- | ------------------------------ | ----------------------------- | ---------------- | ------------- |
| 1e-06     | Городские поселения:            |                                |                               |                  |               |
| 1         | Новолядинский поссовет          | рабочий посёлок Новая Ляда     | 7                             | ↗7587            | 7,01          |
| 1.000002  | Сельские поселения:             |                                |                               |                  |               |
| 2         | Авдеевский сельсовет            | село Авдеевка                  | 13                            | ↗2366            | 248,35        |
| 3         | Беломестнодвойнёвский сельсовет | село Беломестная Двойня        | 3                             | ↗2339            | 101,98        |
| 4         | Беломестнокриушинский сельсовет | село Беломестная Криуша        | 5                             | ↗2386            | 109,13        |
| 5         | Богословский сельсовет          | село Богословка                | 5                             | ↗1016            | 85,30         |
| 5.000003  | Бокинский сельсовет             | село Бокино                    | 3                             | ↗7516            | 24,79         |
| 6         | Большелиповицкий сельсовет      | село Большая Липовица          | 9                             | ↗1597            | 250,00        |
| 7         | Горельский сельсовет            | село Горелое                   | 7                             | ↗4160            | 199,13        |
| 8         | Донской сельсовет               | село Донское                   | 4                             | ↗11 451          | 6,42          |
| 9         | Комсомольский сельсовет         | посёлок совхоза «Комсомолец»   | 7                             | ↗7303            | 47,90         |
| 10        | Красносвободненский сельсовет   | село Красносвободное           | 8                             | ↗3091            | 115,00        |
| 11        | Кузьмино-Гатьевский сельсовет   | село Кузьмино-Гать             | 4                             | ↗4084            | 249,86        |
| 12        | Лысогорский сельсовет           | село Лысые Горы                | 2                             | ↗1417            | 85,00         |
| 13        | Малиновский сельсовет           | село Малиновка                 | 5                             | ↗1709            | 32,07         |
| 14        | Новосельцевский сельсовет       | село Новосельцево              | 14                            | ↗1205            | 152,42        |
| 15        | Орловский сельсовет             | деревня Орловка                | 7                             | ↗1796            | 101,41        |
| 15.000004 | Покрово-Пригородный сельсовет   | село Покрово-Пригородное       | 2                             | ↘5566            | 40,46         |
| 16        | Селезнёвский сельсовет          | посёлок совхоза «Селезнёвский» | 1                             | ↗4380            | 28,68         |
| 17        | Столовский сельсовет            | село Столовое                  | 4                             | ↗2236            | 465,72        |
| 18        | Стрелецкий сельсовет            | село Стрельцы                  | 2                             | ↗3661            | 55,93         |
| 19        | Суравский сельсовет             | село Сурава                    | 2                             | ↗1530            | 115,00        |
| 20        | Татановский сельсовет           | село Татаново                  | 4                             | ↘4544            | 16,33         |
| 21        | Тулиновский сельсовет           | село Тулиновка                 | 5                             | ↗2187            | 2,23          |
| 21.000005 | Цнинский сельсовет              | посёлок Строитель              | 1                             | ↗19 647          | 1,44          |
| 22        | Челнавский сельсовет            | село Селезни                   | 2                             | ↗2170            | 21,33         |
| 23        | Черняновский сельсовет          | село Черняное                  | 6                             | ↗2232            | 70,00         |

В рамках организации местного самоуправления в 2004 году на территории района были созданы 30 муниципальных образований, в том числе 1 городское поселение (поссовет) и 29 сельских поселений (сельсоветов). В декабре 2009 года упразднённый Большеталинский сельсовет включён в Столовский сельсовет, в ноябре 2010 года — упразднённые Дубровский и Иванковский сельсоветы включены в Авдеевский сельсовет; а Красносельский — в Новосельцевский сельсовет.
Законом от 23 декабря 2022 года были упразднены Бокинский, Покрово-Пригородный и Цнинский сельсоветы, а их населённые пункты к 1 января 2023 года включены в городской округ города Тамбова.

## Населённые пункты
В Тамбовском районе 119 населённых пунктов, в том числе 1 городской (рабочий посёлок) и 125 сельских:
| №   | Населённый пункт              | Тип                     | Население | Муниципальное образование       |
| --- | ----------------------------- | ----------------------- | --------- | ------------------------------- |
| 1   | Новая Ляда                    | рабочий посёлок         | ↗5548     | Новолядинский поссовет          |
| 2   | Абаносимовка                  | деревня                 | 2         | Богословский сельсовет          |
| 3   | Авдеевка                      | село                    | ↗1396     | Авдеевский сельсовет            |
| 4   | Александровка                 | деревня                 | ↘157      | Авдеевский сельсовет            |
| 5   | Андреевка                     | деревня                 | 22        | Большелиповицкий сельсовет      |
| 6   | Белевитино                    | деревня                 | 9         | Орловский сельсовет             |
| 7   | Беломестная Двойня            | село                    | ↗1264     | Беломестнодвойнёвский сельсовет |
| 8   | Беломестная Криуша            | село                    | ↘1307     | Беломестнокриушинский сельсовет |
| 9   | Берёзка                       | посёлок                 | ↘669      | Новолядинский поссовет          |
| 10  | Богословка                    | село                    | ↘990      | Богословский сельсовет          |
| 11  | Большая Липовица              | село                    | ↗1351     | Большелиповицкий сельсовет      |
| 12  | Большая Матыра                | село                    | ↘132      | Авдеевский сельсовет            |
| 13  | Большая Талинка               | село                    | ↘366      | Столовский сельсовет            |
| 14  | Борщёвка                      | село                    | ↗193      | Красносвободненский сельсовет   |
| 15  | Верхняя Мазовка               | деревня                 | 51        | Черняновский сельсовет          |
| 16  | Вишнёвка                      | посёлок                 | 1         | Большелиповицкий сельсовет      |
| 17  | Военсовхоз «Новая Ляда»       | посёлок                 | ↘402      | Новолядинский поссовет          |
| 18  | Георгиевский                  | посёлок                 | ↗654      | Новолядинский поссовет          |
| 19  | Герасимовка                   | деревня                 | 11        | Большелиповицкий сельсовет      |
| 20  | Гидроузел                     | посёлок                 | 0         | Малиновский сельсовет           |
| 21  | Глинкины                      | деревня                 | 42        | Новосельцевский сельсовет       |
| 22  | Голдымское лесничество        | посёлок                 | ↘59       | Малиновский сельсовет           |
| 23  | Голдымское торфопредприятие   | посёлок                 | ↗126      | Малиновский сельсовет           |
| 24  | Горелое                       | село                    | ↘3980     | Горельский сельсовет            |
| 25  | Горельский лесхоз             | посёлок                 | ↘346      | Тулиновский сельсовет           |
| 26  | Госпитомник                   | посёлок                 | ↘105      | Беломестнокриушинский сельсовет |
| 27  | Григорьевский                 | посёлок                 | 54        | Кузьмино-Гатьевский сельсовет   |
| 28  | Гусева Поляна                 | посёлок                 | 40        | Горельский сельсовет            |
| 29  | Дмитриевка                    | деревня                 | 22        | Авдеевский сельсовет            |
| 30  | Дмитровка                     | деревня                 | 7         | Авдеевский сельсовет            |
| 31  | Доброволец                    | посёлок                 | 36        | Черняновский сельсовет          |
| 32  | Доможировка                   | деревня                 | 11        | Большелиповицкий сельсовет      |
| 33  | Донское                       | село                    | ↗4676     | Донской сельсовет               |
| 34  | Дружба                        | посёлок                 | ↘128      | Черняновский сельсовет          |
| 35  | Дубровка                      | село                    | ↗508      | Авдеевский сельсовет            |
| 36  | Елагино                       | посёлок                 | 30        | Богословский сельсовет          |
| 37  | Елагино                       | деревня                 | 8         | Новосельцевский сельсовет       |
| 38  | Заречье                       | посёлок                 | 37        | Татановский сельсовет           |
| 39  | Заря                          | посёлок                 | ↘142      | Столовский сельсовет            |
| 40  | Иванково                      | село                    | →499      | Авдеевский сельсовет            |
| 41  | Иноземная Духовка             | село                    | ↗298      | Суравский сельсовет             |
| 42  | Каверин                       | деревня                 | ↘106      | Комсомольский сельсовет         |
| 43  | Калинин                       | посёлок                 | ↗975      | Кузьмино-Гатьевский сельсовет   |
| 44  | Кандауровка                   | деревня                 | 9         | Красносвободненский сельсовет   |
| 45  | Кандауровский Дом инвалидов   | посёлок                 | ↘320      | Кузьмино-Гатьевский сельсовет   |
| 46  | Клетки                        | посёлок                 | 13        | Горельский сельсовет            |
| 47  | Козловка                      | деревня                 | 40        | Комсомольский сельсовет         |
| 48  | Козьмодемьяновка              | село                    | ↗271      | Беломестнокриушинский сельсовет |
| 49  | Козьмодемьяновка              | село                    | ↗622      | Лысогорский сельсовет           |
| 50  | Колобово                      | деревня                 | 0         | Орловский сельсовет             |
| 51  | Коломлино                     | деревня                 | 70        | Новосельцевский сельсовет       |
| 52  | Корцево                       | деревня                 | 8         | Новосельцевский сельсовет       |
| 53  | Красная Криуша                | село                    | ↘727      | Беломестнокриушинский сельсовет |
| 54  | Красненькая                   | деревня                 | ↗6633     | Донской сельсовет               |
| 55  | Краснополье                   | село                    | 58        | Авдеевский сельсовет            |
| 56  | Красносвободное               | село                    | ↗2379     | Красносвободненский сельсовет   |
| 57  | Красноселье                   | село                    | 6         | Новосельцевский сельсовет       |
| 58  | Криуша                        | деревня                 | 16        | Новосельцевский сельсовет       |
| 59  | Крутые Выселки                | деревня                 | ↗291      | Комсомольский сельсовет         |
| 60  | Кугушево                      | деревня                 | ↘138      | Новосельцевский сельсовет       |
| 61  | Кузьмино-Гать                 | село                    | ↘2021     | Кузьмино-Гатьевский сельсовет   |
| 62  | Куксово                       | село                    | ↘1299     | Татановский сельсовет           |
| 63  | Куньи-Липяги                  | деревня                 | 37        | Новосельцевский сельсовет       |
| 64  | Лесной                        | посёлок                 | 24        | Новолядинский поссовет          |
| 65  | Лучка                         | посёлок                 | 55        | Горельский сельсовет            |
| 66  | Лысые Горы                    | село                    | ↘509      | Лысогорский сельсовет           |
| 67  | Малиновка                     | село                    | ↘905      | Малиновский сельсовет           |
| 68  | Малиновка 1-я                 | деревня                 | ↘465      | Комсомольский сельсовет         |
| 69  | Малиновка 2-я                 | деревня                 | ↘235      | Челнавский сельсовет            |
| 70  | Малые Озёрки                  | деревня                 | 19        | Новосельцевский сельсовет       |
| 71  | Марьевка                      | деревня                 | 26        | Красносвободненский сельсовет   |
| 72  | Масловка                      | деревня                 | 14        | Красносвободненский сельсовет   |
| 73  | Мирный                        | посёлок                 | 21        | Донской сельсовет               |
| 74  | Незнановка                    | село                    | ↘643      | Беломестнодвойнёвский сельсовет |
| 75  | Николаевка                    | деревня                 | 25        | Авдеевский сельсовет            |
| 76  | Никоноровка                   | деревня                 | 26        | Орловский сельсовет             |
| 77  | Новая Жизнь                   | посёлок                 | ↗566      | Орловский сельсовет             |
| 78  | Новое Юматово                 | посёлок                 | 1         | Орловский сельсовет             |
| 79  | Новосельцево                  | село                    | ↗510      | Новосельцевский сельсовет       |
| 80  | Озёрки                        | деревня                 | 57        | Новосельцевский сельсовет       |
| 81  | Ольшанка-Луговая              | деревня                 | 10        | Большелиповицкий сельсовет      |
| 82  | Орехово                       | посёлок                 | 7         | Горельский сельсовет            |
| 83  | Орловка                       | деревня                 | ↗924      | Орловский сельсовет             |
| 84  | Отрог                         | деревня                 | 57        | Красносвободненский сельсовет   |
| 85  | Передовик                     | посёлок                 | 19        | Черняновский сельсовет          |
| 86  | Пихтиляй                      | посёлок                 | 2         | Тулиновский сельсовет           |
| 87  | Подсобное хозяйство СПТУ № 10 | посёлок                 | ↘32       | Беломестнокриушинский сельсовет |
| 88  | Полковое                      | село                    | 20        | Донской сельсовет               |
| 89  | Поповка                       | деревня                 | ↘288      | Новосельцевский сельсовет       |
| 90  | совхоза «Комсомолец»          | посёлок                 | ↘3714     | Комсомольский сельсовет         |
| 91  | совхоза «Селезнёвский»        | посёлок                 | ↗4380     | Селезнёвский сельсовет          |
| 92  | Пригородное лесничество       | посёлок                 | ↘103      | Тулиновский сельсовет           |
| 93  | Пудовкин                      | посёлок                 | ↗135      | Комсомольский сельсовет         |
| 94  | Пушкари                       | село                    | ↗1178     | Стрелецкий сельсовет            |
| 95  | Рада                          | железнодорожная станция | ↘333      | Новолядинский поссовет          |
| 96  | Роща                          | деревня                 | ↘243      | Комсомольский сельсовет         |
| 97  | Светчино                      | деревня                 | 30        | Новосельцевский сельсовет       |
| 98  | Селезни                       | село                    | ↘1884     | Челнавский сельсовет            |
| 99  | Серебряки                     | село                    | ↘291      | Большелиповицкий сельсовет      |
| 100 | Смеловка                      | деревня                 | 9         | Новосельцевский сельсовет       |
| 101 | Смычка                        | посёлок                 | ↘279      | Тулиновский сельсовет           |
| 102 | Солдатская Духовка            | село                    | ↗895      | Татановский сельсовет           |
| 103 | Столовое                      | село                    | ↗1581     | Столовский сельсовет            |
| 104 | Стрельцы                      | село                    | ↗2340     | Стрелецкий сельсовет            |
| 105 | Сурава                        | село                    | ↗1242     | Суравский сельсовет             |
| 106 | Сухая Липовица                | деревня                 | 6         | Богословский сельсовет          |
| 107 | Тамбовский Лесхоз             | посёлок                 | ↘482      | Новолядинский поссовет          |
| 108 | Тарасово                      | деревня                 | 50        | Большелиповицкий сельсовет      |
| 109 | Татаново                      | село                    | ↘2894     | Татановский сельсовет           |
| 110 | Тихий Угол                    | посёлок                 | 89        | Черняновский сельсовет          |
| 111 | Толстовка                     | деревня                 | 3         | Богословский сельсовет          |
| 112 | Троицкая Дубрава              | село                    | ↘595      | Малиновский сельсовет           |
| 113 | Тулиновка                     | село                    | ↘1827     | Тулиновский сельсовет           |
| 114 | Учебное хозяйство «Авангард»  | посёлок                 | ↘389      | Беломестнодвойнёвский сельсовет |
| 115 | Фёдоровка                     | деревня                 | 77        | Красносвободненский сельсовет   |
| 116 | Хомутляйское лесничество      | посёлок                 | ↘76       | Горельский сельсовет            |
| 117 | Черняевка                     | деревня                 | 50        | Авдеевский сельсовет            |
| 118 | Черняное                      | село                    | ↗1847     | Черняновский сельсовет          |
| 119 | Эксталь                       | село                    | ↘135      | Орловский сельсовет             |

### Упразднённые населённые пункты
- В 2001 году хутор Мамонтова включён в состав села Куксово[28].
- В 2017 году упразднены посёлки: Госконюшня Донского сельсовета, Троицкий Авдеевского сельсовета, Хомутляй Горельского сельсовета, Чичерино Богословского сельсовета[29].
- В 2023 году объединении населенные пункты: деревни Андреевка, Климиновка, Шкарино и село Дубровка Авдеевского сельсовета в единый населенный пункт с сохранением наименования населенного пункта - село Дубровка; деревни Поповка и Герасимовка Большелиповицкого сельсовета в единый населенный пункт с сохранением наименования населенного пункта - деревня Герасимовка; поселки Гусева Поляна и Гидроузел Горельского сельсовета в единый населенный пункт с сохранением наименования населенного пункта - поселок Гусева Поляна; деревня Николаевка и село Красносвободное Красносвободненского сельсоветав единый населенный пункт с сохранением наименования населенного пункта - село Красносвободное; деревня Марьевка и село Большая Талинка Столовского сельсоветав единый населенный пункт с сохранением наименования населенного пункта - село Большая Талинка[30].

Переподчинённые населённые пункты
- В 2021 году посёлок Первомайский Донского сельсовета был отнесён к городскому округу города Тамбова в связи с расширением городского округа за счёт части земель Донского сельсовета[31].
- В 2023 году населённые пункты Бокинского, Покрово-Пригородного и Цнинского сельсоветов были отнесены к городскому округу города Тамбова[26].

## Главы района
- Лямин Юрий Анатольевич (2011 — 2015 гг.)[32],
- Филимонов Михаил Сергеевич, врио (2015 год)[32],
- Скрипка Виктор Александрович, врио (2015 год)[33],
- Щербакова Елена Геннадьевна, врио (2015 — 2018 гг.)[33],
- Бородин Алексей Владимирович (с 2018 года)[34].

## Экономика
Промышленность района включает в себя предприятия следующих отраслей народного хозяйства — машиностроение и металлообработка, лесная и деревообрабатывающая промышленность, пищевая промышленность, промышленность строительных материалов, электроэнергетика.

## Спорт
В футболе район представляет клуб «Притамбовье», выступающий в Третьем дивизионе чемпионата России.

## Достопримечательности
- Трегуляевский Иоанно-Предтеченский монастырь.
- Чистое озеро.
- "Барский Парк" в селе Столовое.

## Археология
В окрестностях Троицкой Дубравы нашли предметы эпохи неолита, постройки эпохи бронзы, свидетельства пребывания ранних славян в V—VII веках, двор монастырского крестьянина XVIII века.